# 范阿尔巴达陨石坑
范阿尔巴达陨石坑(Van Albada)是依附在奥祖陨石坑(Auzout)东南偏南边缘上的一座月球撞击坑。原名为"奥祖 A"，1976年国际天文联合会以荷兰天文学家加莱·布鲁诺·范阿尔巴达(Gale Bruno van Albada)之名对它重新进行了更名。

## 位置
该陨石坑位于危海东南，东北偏北方是更大的费尔米库斯陨石坑，西北与奥祖陨石坑相连，正东坐落着直径19.2公里的克罗陨石坑。东南方是浪海、西南为长存湖。陨坑中心的月面坐标为9°22′N 64°21′E / 9.36°N 64.35°E。

## 描述
范阿尔巴达陨石坑直径约23公里，深约3.94公里。外侧边沿形状主要呈圆形，西北部略微向外凸出，东侧边缘上切入一座直径12公里的陨石坑，东西跨度达30公里。很可能由于紧邻奥祖陨坑外壁垒的缘故，陨坑北侧内壁较其它部分稍高。坑内地表色调较周边地形更暗，其反照率与西北月海相一致。
该陨坑的坑壁非常坚固，无阶地结构和崩塌迹象；坑壁高出周边地形800米，坑内总容积约270公里³。坑底表面不太平整，但无山丘、中央峰和射纹系统。由于位处陆地区，因而，也看不到流出的熔岩。